# 真・異種格闘大戦
『真・異種格闘大戦』（しん・いしゅかくとうたいせん）は相原コージの漫画作品。双葉社「漫画アクション」で2004年より連載開始、その後「双葉社Webマガジン」に移った後、さらに「Web漫画アクション」へ移行し2011年まで連載された。全167話、単行本全10巻。

## 概要
動物界を代表する14科16種16名の選手たちによるトーナメントを描く格闘技漫画。動物ならではの能力や習性を活かした試合描写が特徴。
動物の知識に関しては、事実を交えつつもフィクションをところどころに散りばめている。
連載期間は一時中断を挟みながら約7年におよび、相原にとっては2017年現在最長連載作品となっている。
2023年12月現在、『ピッコマ』では全話が「待てば無料」対象となっている。
作中に『ぎゃぐまげどん』『漫歌』『かってにシロクマ』のキャラクターがゲスト出演している。

## 登場キャラクター

### トーナメント出場選手
強矢 鋼（ゴウヤ ハガネ、日本出身・霊長目ヒト科ヒト）182cm 84kg
全世界のあらゆる格闘技・武道の現役王者を集めて開催した究極の格闘技トーナメントである「THE・最強」を18歳にして制覇した人間の格闘家。
名誉を手に入れた次の晩に、後述のオリバーに誘われ「異種格闘大戦」へ連れてゆかれる。
格闘技の技術は確かなものであり、対戦相手を殺してしまったオリジナルの必殺技「必殺蒲団地獄挟み」を持つ。
ポッポ（アフリカ出身・偶蹄目カバ科カバ）462cm 4.1トン
カバ界のゴッドファーザー。カバの牙を狙う密猟者達を皆殺しにするなど武勇伝も多い。カバ最強を知らしめるためにトーナメントに出場。
カバの群れの中では「親分」と呼ばれ慕われている。
シャオロン（オーストラリア出身・ヒクイドリ目ヒクイドリ科ヒクイドリ）149cm 49kg
動物界のブルース・リー（シャオロンという名もブルース・リーの本名リー・シャオロンから）。小柄ながら折れない心とナイフの如き爪を武器に参戦。
頭脳的にもかなり切れる方で、柔軟な思考や知略も持ち味としている。
アマゾネス（アマゾン出身・有鱗目ボア科オオアナコンダ）1947cm 893kg
アマゾンの悪魔の異名を持つ。その巨体の締め付けは車、船舶、航空機をも破壊する。雌。
カピバラの家族は彼女に殺されている。
バラモン（インド出身・奇蹄目サイ科インドサイ）383cm 2.2トン
陸棲ではゾウ、カバに次ぐ巨体を誇るサイの中でも最強のインドサイ。
キングスと相対し大物食いに息巻く。
キング・オブ・キングス （アフリカ出身・食肉目ネコ科ライオン）248cm 239kg
千戦無敗、百獣の王の中の王、生ける伝説（リビングレジェンド）の異名を持つ伝説的に強いライオン。今大会の優勝候補の1角。
アイブルス（アフリカ出身・ワニ目クロコダイル科ナイルワニ）654cm 1.1トン
推定年齢70歳。本大会唯一の水棲動物。川に近づくあらゆる動物を食ってきた。過去に入江付近で8mのホオジロザメにも勝利している。ただ凶暴なだけではなく、老獪な駆け引きも得意。
チェ・ゼブラ（アフリカ出身・奇蹄目ウマ科サバンナシマウマ）246cm 408kg
草食動物は肉食動物のエサと言う自然の摂理に異を唱え、食物連鎖からの脱却を目指すシマウマの革命家。今大会の中では比較的若手。
血の滲むような鍛錬と、草食動物としてはタブーの行為により、通常のシマウマではあり得ないほどの強靭な肉体と精神を持つ。
コンガ（中央アフリカ出身・霊長目ショウジョウ科マウンテンゴリラ）215cm 265kg
ある事情から、人間の格闘技であるブラジリアン柔術をマスターしているゴリラ（シルバーバック）。そのため礼儀正しい。黒帯に「今賀」と名が入っている。
他の動物と異なり全く喋らない。
ヘラタレス（アフリカ出身・偶蹄目ウシ科アフリカスイギュウ）324cm 725kg
何処からか現れ地上最強と言われた暴君のアフリカスイギュウ、デビルホーンを倒した英雄。群れのメンバーからも絶大な信頼を受けている。優勝者ではないが、出場した生物の中では優勝者を除き唯一最後まで生き残った。
武蔵鐵（むさしてつ、日本出身・食肉目イヌ科土佐犬）141cm 70kg
全日本土佐闘犬チャンピオンで闘犬界では無敵の横綱であった。闘犬の強さを知らしめるために出場。
必殺技はプロレスで言うところのジャンピング・フルネルソン・スープレックスのような技である「武蔵スペシャル」。
ヴォルク（ロシア出身・食肉目イヌ科ハイイロオオカミ）167cm 86kg
野性の美しさを象徴するオオカミ界の貴公子。同じイヌ科でありながら人間に飼いならされた犬を見下している。
レタンデビル（アラスカ出身・食肉目クマ科ハイイログマ）274cm 503kg
全身傷だらけの白い体躯を持つクマ。どんな手段を用いても勝利しようとする非情な性格。
その非情な性格には、ルーツを含め、凄惨な過去が関係している。
ムング（アフリカ出身・鼻長目ゾウ科アフリカゾウ）931cm 7.6トン
今大会一の巨漢。桁外れのパワーに加え、流砂で鍛えた強靭な足腰を持ち機動力も高い。それでいて長年の経験を積んだ冷静で思慮深い性格で、優勝候補の1角。
7トン以上の巨体でありながら60kmものスピードで走ることが可能など、本来の生態からかけ離れたアレンジが多い。
タイガー・ザ・グレイト（インド出身・食肉目ネコ科ベンガルトラ）297cm 320kg
動物界の王者を自認し百獣の王と呼ばれるライオンのキングに強いライバル心を持っている。
優勝候補の1角。関西弁で喋る。
クズリン（北アメリカ出身・食肉目イタチ科クズリ）65cm 8kg
今大会最小の選手だが底知れない闘争心を持つ。食べる事に関しては非常に貪欲でもある。
その見た目とは裏腹に、非常に残虐。

### リザーバー（とその候補）
ビッグダディ（セイウチ）346cm　1800kg
セイウチの強さを知らしめるために出場。
ジョー（カンガルー）177cm　119kg
高度なボクシング技術を持つカンガルー。蹴りも得意。
ホジラ（ホグジラ）308cm　670kg
米国ジョージア州の伝説のUMA。なぜか広島弁で話す。銃弾も弾くほどの硬い皮膚の持ち主。
ブッドゥー（コモドオオトカゲ）444cm　222kg
相手を呪い殺す呪術士を自称している。雌。

### その他
オリバー
チンパンジーと人間の混血のヒューマンジー。TVなどで一世を風靡した後にフランスの大富豪に引き取られ、その遺産を相続。その莫大な遺産で真の地上最強を決めるトーナメントを開催する。

#### 人間
アレキサンダー・スターリン
245cmの巨漢。THE最強の決勝戦で鋼の三角締めを強引に持ち上げるが顔面に正拳を食らって失神KOされる。
今賀由樹（こんが ゆき）
176cm69kg（180cm71kgとの表記もあり）。女性のような名前だが男性。日本人として初めてムンジアルの頂点にたったブラジリアン柔術家。柔術が最強であると証明するため、総合格闘技のトップ団体のUMCに参戦。柔術の技術のみで連戦連勝し一躍、格闘技界の寵児となるが、UMC王者のケラーに敗北を喫し挫折。
その後、何処かへ姿を消し、アフリカ奥地に流れ着き、あるマウンテンゴリラに出会い交流を深めていく。
マイク・ケラー
185cm137kg。UMCヘビー級・無差別級王者。今賀の技を規格外のパワーで凌ぎ勝利し、究極のパワーの前には技術など無力だと言い放つ。
ファダ
今賀の元コーチ。ブラジル・マナウスで柔術道場を開いている。
サオリ
女子高生闘犬師で武蔵鐵の飼い主。幸薄い人生を送っているが、決してめげずに武蔵鐵を支え、鍛え続けた。
元々武蔵鐵は闘犬の才能がないと思われていたが、サオリの必死の懇願によって生かされた生い立ちがあり、その絆はとても深い。お互いに絶対の信頼と思慕を置いていた。
武蔵鐵を庇って猟銃で撃たれ、谷底へ落下してしまう。

#### 動物
キバタン
実況兼レフェリー。雌。
ホエザル
選手入場時のアナウンス担当。非常に大声でいつも周りの観客にうるさがられている。
チャーリー
解説役。200年以上生きているガラパゴスゾウガメでダーウィンにも会ったことがあるらしい。博識で人間界の文化に詳しく、ガンマニアでもある。
アライグマ
初期から登場している観客の一匹。チャーリーの解説が出る度に傍で「〇〇(主に人間界での風習に関連した用語)って何？」と疑問をつぶやくが多い。
ハナグマ
観客の一匹でアライグマやキンカとは親友。
カピバラ
かつて妻子をアマゾネスに食い殺された過去を持つ。観客のアライグマ達と親しくなり「オッサン」と呼ばれている。感激屋。
キンカ
観客の一匹のキンカジュー。余計な一言が多い。
ケンちゃん
ヘラタレスを慕うアフリカスイギュウの子供。
ルリ江
ヘラタレスに想いを寄せる雌のアフリカスイギュウ。ケンちゃん達が知らないヘラタレスの秘密を知る。
カーム
キリマンジャロの老アイベックス。チェ・ゼブラの師匠。
デビルホーン
異型の角を持つ史上最強のアフリカスイギュウ。ライオン10頭の群れと戦い勝利した伝説を持つ。最凶でもあり、自分に逆らう者は容赦無く殺し、群れの弱者を進んで見殺しにするなど、暴君であった。
メガネ
シマウマの中で誰よりもチェ・ゼブラを慕っており、彼の側近的存在で知恵者。
ミラー
チェ・ゼブラの群れに所属するシマウマ。チェ・ゼブラに容姿が似ている。

## 書誌情報
1. 2005年2月28日発売、ISBN 4-575-93936-6
2. 2005年12月26日発売、ISBN 4-575-93986-2
3. 2006年7月28日発売、ISBN 4-575-94012-7
4. 2007年7月28日発売、ISBN 978-4-575-94116-6
5. 2008年5月28日発売、ISBN 978-4-575-94170-8
6. 2008年12月27日発売、ISBN 978-4-575-94202-6
7. 2009年8月28日発売、ISBN 978-4-575-94242-2
8. 2010年6月28日発売、ISBN 978-4-575-94286-6
9. 2011年5月28日発売、ISBN 978-4-575-94318-4
10. 2011年10月28日発売、ISBN 978-4-575-94334-4